# Eliza Tupper Wilkes
Eliza Mason Tupper Wilkes (8 de octubre de 1844 - 5 de febrero de 1917) fue una ministra estadounidense sufragista y unitarismo universalista. 

## Biografía
Eliza Mason Tupper nació en Houlton, Maine. Fue hija de Allen Tupper y Ellen Smith Tupper. Su padre era un ministro protestante; su madre era escritora y editora, y una apicultora experta. Sus hermanas fueron Mila Tupper Maynard (quien también se convirtió en ministra unitaria) y las educadoras Margaret Tupper True y Kate Tupper Galpin. La familia se mudó a Iowa en la infancia de Tupper, pero ella regresó a vivir con sus abuelos en Maine para estudiar. Se graduó de Iowa Central College en 1866. 

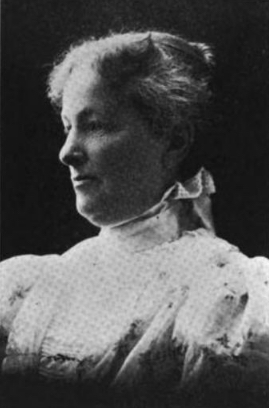
Eliza Tupper Wilkes, de una 1913 publicación.

### Trabajo de ministerio
Tupper enseñó en la escuela en Mount Pleasant cuando era joven, con la esperanza de que su formación como maestra la preparara para la vida como misionera bautista. Sin embargo, se convirtió a Universalista en su lugar, y se convirtió en ministra en esa denominación, predicando primero en Iowa, luego Wisconsin y finalmente en Minnesota, donde fue ordenada en 1871.
Después de que su esposo se convirtió en abogado, la familia se mudó a Colorado, donde organizó una nueva iglesia en Colorado Springs. En 1875 asistió a la primera Conferencia Ministerial de Mujeres, organizada en Boston por Julia Ward Howe. En 1876 fue una de las líderes fundadoras de Colorado College.
En 1878, Tupper se mudó nuevamente a Sioux Falls en el territorio de Dakota. Allíorganizó siete congregaciones universalistas en el medio oeste superior, a veces brindando sermones y cuidado pastoral en varios estados al recorrer un circuito de iglesia en iglesia. Una vez que se establecieron las iglesias, se las entregó a otro pastor, y a otra pastora de la Hermandad de Iowa. Fue directora de la Conferencia Unitaria de Iowa.
Wilkes se mudó a California en la década de 1890, sirviendo como pastora de la Iglesia Unitaria en Alameda, y pastora asistente en Oakland, California. Fue delegada de la Conferencia Unitaria del Pacífico y presidenta de la Conferencia Unitaria de la Mujer Occidental. También fue capellán de la Escuela de Expresión Cumnock en Los Ángeles.

### Sufragio
Tupper fue vicepresidente honorario de la Asociación Nacional de Sufragio de Mujeres, en representación de Dakota del Sur, en 1884. Asistió al Congreso Mundial de Mujeres Representativas en Chicago en 1893. En 1896 habló en una reunión del campamento del Ejército de Salvación en Oakland, en la misma plataforma que Susan B. Anthony. Wilkes dividió los deberes del púlpito con Anna Howard Shaw y Eleanor Gordon en la convención nacional de sufragio de 1905 en Portland, Oregon. Compartió la plataforma con Anthony y Shaw en el segundo Congreso anual de mujeres en San Francisco en 1895 y en una manifestación de sufragio de 1905 en Venice, California.
También fue representante del estado de California en la Conferencia Internacional de Sufragio de la Mujer en Budapest en 1913.

### Vida personal y muerte
Tupper se casó con William Augustus Wilkes, abogado, en 1869, en Wisconsin con el cual tuvo cinco hijos y una hija nacidos entre 1872 y 1884 y del que enviudó en 1909. 
Tupper falleció en 1917 a los 72 años en Atlantic City, Nueva Jersey. La tumba de Wilkes en Dakota del Sur no está marcada por separado, pero hay un marcador histórico sobre su vida y su trabajo cerca.
Su hermana Mila Tupper Maynard escribió una biografía, El ministerio de una madre: vislumbres de la vida de Eliza Tupper Wilkes, 1844-1917. El hijo de su hermana Margaret Tupper True fue el ilustrador y muralista Allen Tupper True.